# Norveška krona
Krone (norveško: krone) je valuta Norveške. Množina je kroner. Krona se nadalje deli na 100 manjših enot, imenovanih øre (ednina in množina sta enaki). Koda po ISO 4217 je NOK, čeprav je lokalna okrajšava navadno le kr.